# Gustav Johannsen
Gustav Henrik Jøns Johannsen (født 2. august 1840 i Gundeby ved Ulsnæs, død 25. oktober 1901 i Flensborg) var en dansk journalist og politiker.
Gustav Johannsen var uddannet lærer og blev 1862 ansat på skolen i Langballe i det nordlige Angel. Efter den 2. Slesvigske Krig 1864 blev han som dansksindet afskediget af det nye preussiske skolevæsen. Han tog til Flensborg, hvor han begyndte sin journalistiske og politiske karriere. Han drev en dansk boghandel og i 1869 stiftede han dagbladet Flensborg Avis, som han udgav til 1883, da han blev afløst af Jens Jessen. Avisen fulgte under ham en moderat politisk linje. 
I 1881 blev han med 60 % af alle stemmer i Flensborg by valgt ind i den tyske rigsdag i Berlin og i 1888 desuden valgt til den preussiske landdag. I rigsdagen repræsenterede han valgkreds Flensborg-Aabenraa i årene 1881-1884 og valgkreds Haderslev-Sønderborg i årene 1886-1901. I landdagen krævede han blandt andet ophævelsen af bestemmelserne om tysk skolesprog i de dansk talende områder i Sønderjylland. Siden 1889 var han medudgiver af de Sønderjyske Aarbøger, og efter 1891 var han direktør for Spare- og Lånekassen for Flensborg og Omegn. Han døde 25. oktober 1901.
Én af de danske skoler i Flensborg er opkaldt efter Gustav Johannsen.
- Gravsten på Møllekirkegården i Flensborg